# Пальники (Зав'яловський район)
Па́льники (рос. Пальники) — присілок (колишнє селище) в Зав'яловському районі Удмуртії, Росія. Назва присілка означає — ліс, який пережив пожежу.
Знаходиться по правому березі річки Горюха, правої притоки річки Коньки, обабіч автотраси Іжевськ-Сарапул. В присілку працює ЗАТ «Пальніковське», діє школа та дитячий садочок.

## Населення
Населення — 437 осіб (2010; 448 в 2002).
Національний склад станом на 2002 рік:
- удмурти — 72 %
- росіяни — 26 %

## Історія
До революції присілок входив до склад Сарапульського повіту Вятської губернії. За даними 10-ї ревізії 1859 року в починку Пальник було 35 дворів, у яких проживало 412 осіб, тут також працював млин. 1923 року починок увійшов до Козловську сільської ради Сарапульського району Сарапульського округу Уральської області. 1928 року в Пальніку був 81 двір із загальним населенням 376 осіб. 1937 року починок разом з усім районом переходить до складу Удмуртської АРСР. 1939 року починок отримує статус присілка. 1953 року Козловська сільська рада приєдналася до Паркачевської сільської ради, а 1964 року присілки Пальник та Пікани відійшли до складу Бабинську сільської ради Зав'яловського району. 1965 року Пальнік перейменовано на сучасну назву.

## Урбаноніми[4]
- Вулиці — Вишнева, Комсомольська, Кооперативна, Лісова, Механізаторів, Молодіжна, Південна, Садова, Ставкова, Центральна, Широка.